# Falaise des Mille Bouddhas (Jinan)
La Falaise des Mille Bouddhas (chinois : 千佛崖 ; pinyin : Qiānfó Yá) est un site historique situé dans le centre de la province du Shandong, en Chine, principalement composé de sculptures rupestres datant de la dynastie Tang. Sur une paroi rocheuse de 63 mètres de long, plus de 210 statues et 43 inscriptions ont été recensées. La majorité des statues ont été sculptées entre 618 et 684.

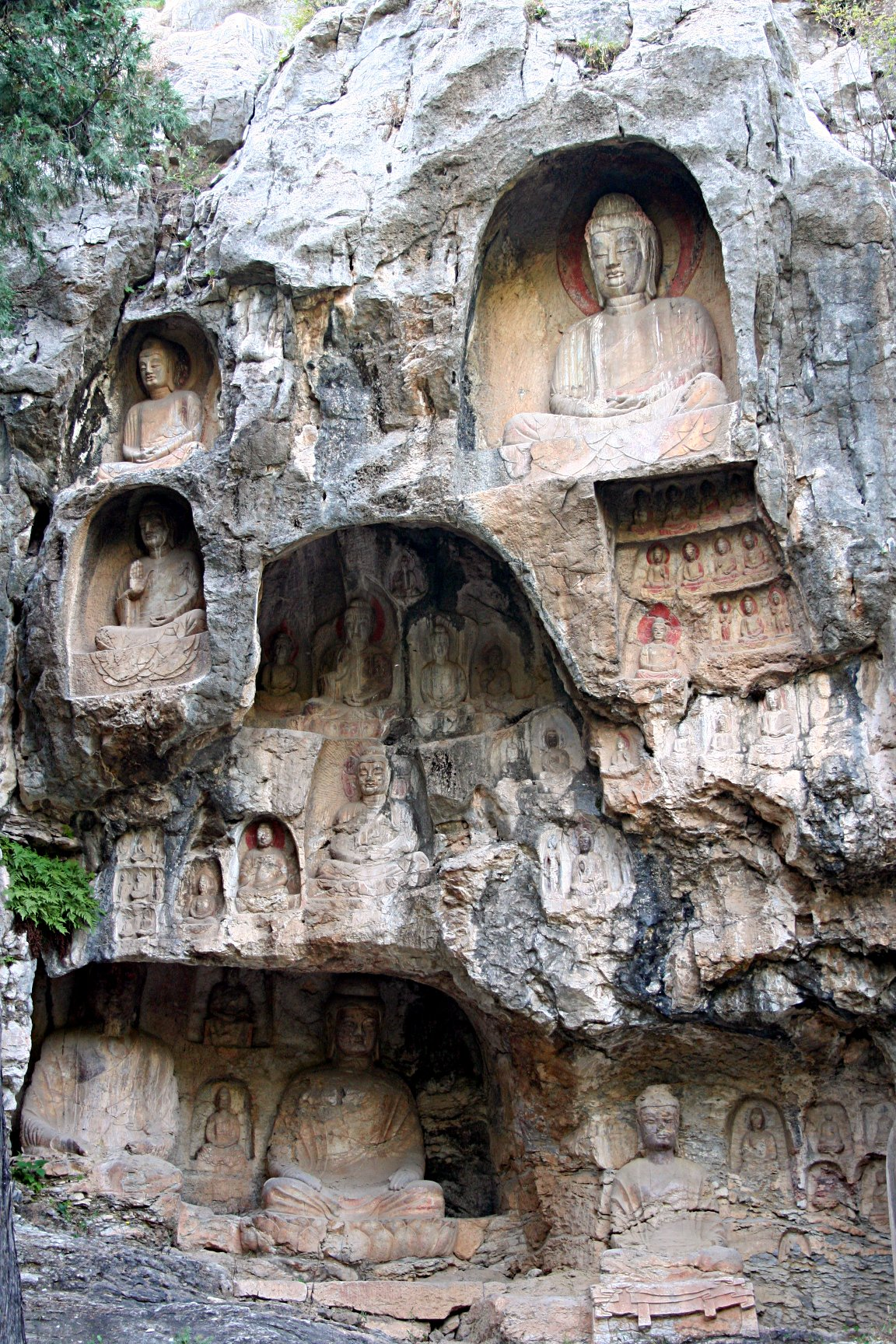

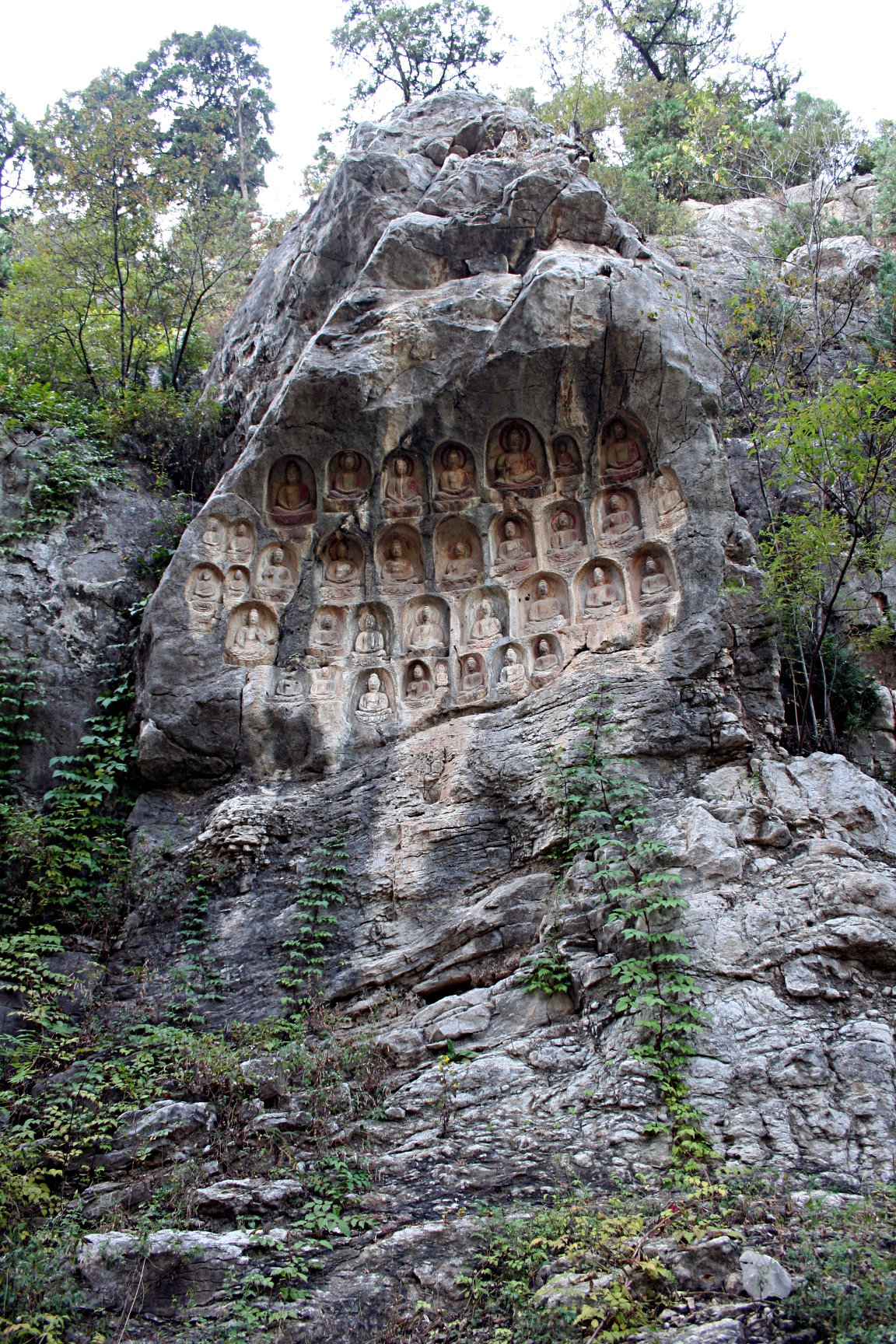
Sculptures en relief sur la falaise des mille bouddhas

## Localisation
La Falaise des Mille Bouddhas se trouve près du village de Liubu, dans le district de Licheng, sous l'administration de la ville de Jinan, à environ 33 km au sud-est du centre-ville de Jinan et à huit kilomètres à l'est de la ville de Zhonggong. La falaise est orientée du nord au sud, et elle se situe immédiatement à l'ouest des ruines de l'ancien Temple de Shentong (chinois : 神通寺 ; pinyin : Shéntōng Sì, signifiant « Temple du Pouvoir Surnaturel »).

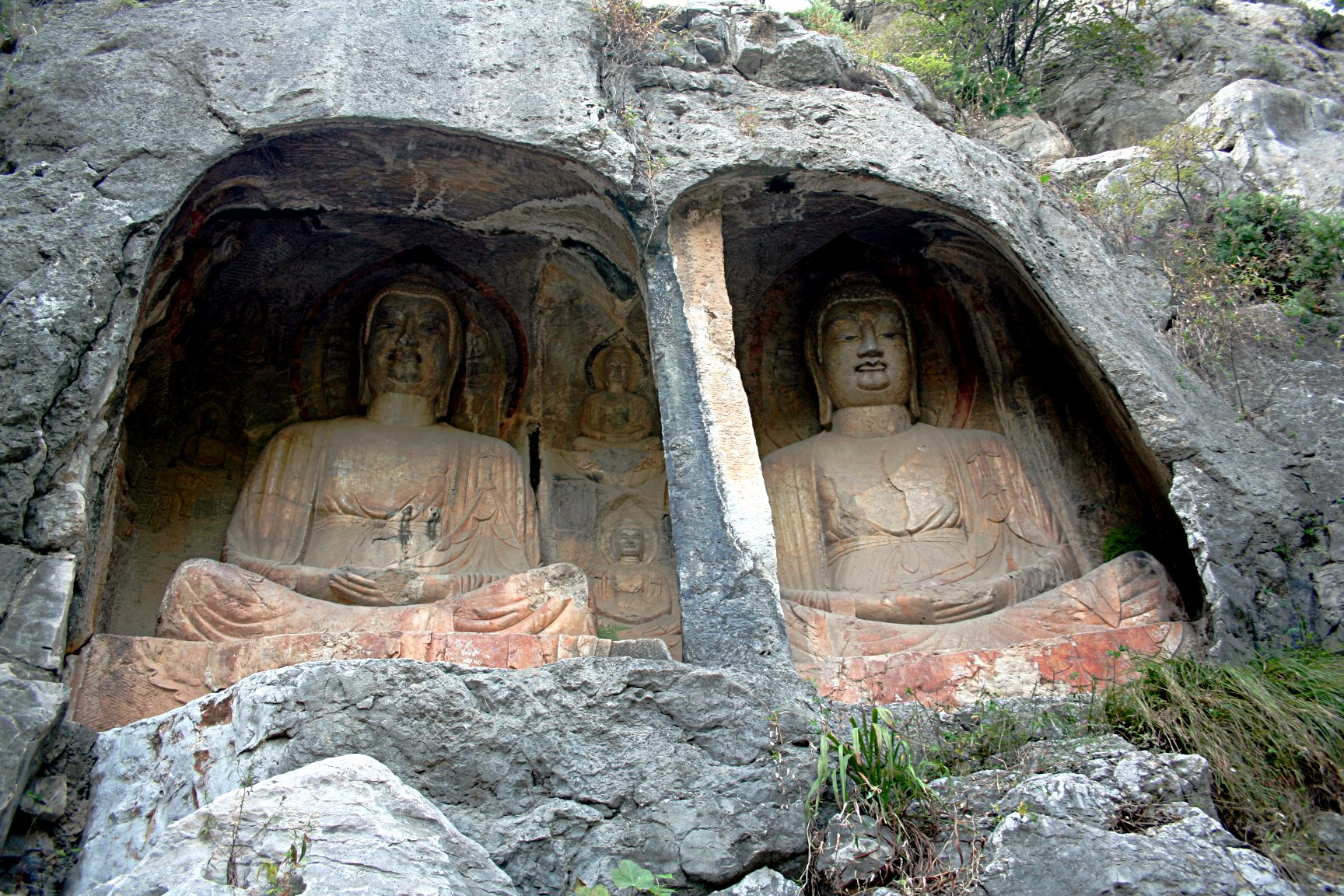

## Histoire
La première sculpture de Bouddha aurait été réalisée sur la falaise par un moine de 70 ans nommé Sha Dong en l'an 619 de notre ère. Après une interruption de 25 ans, deux autres sculptures bouddhistes furent ajoutées par un autre moine âgé nommé Ming De. Sentant que sa fin approchait, Ming De fit également un don pour la réalisation d'autres statues. Cependant, en 657, Ming De était encore en vie et poursuivit son travail de sculpture, ajoutant de nouvelles statues et inscriptions sur la paroi rocheuse. À cette époque, la politique officielle de la dynastie Tang encourageait la conversion au taoïsme, et sculpter des statues bouddhistes pouvait présenter un risque politique. C'est pourquoi les inscriptions laissées par Sha Dong et Ming De précisent que les statues étaient uniquement destinées à la prière et non à exprimer des opinions politiques. Malgré ces difficultés, le travail de sculpture se poursuivit grâce à d'autres bouddhistes, et la Falaise des Mille Bouddhas devint finalement la plus grande collection de sculptures bouddhistes sur falaise du Shandong.
Outre les sculptures bouddhistes, des statues séculières représentant la noblesse, telles que des proches de l'empereur, des fonctionnaires et des moines célèbres, y sont également présentes. Parmi elles, on trouve des statues de la princesse Nanping (南平公主), fille de l'empereur Taizong de la dynastie Tang, et de son époux Liu Xuanyi.